# Henrik Reuterdahl

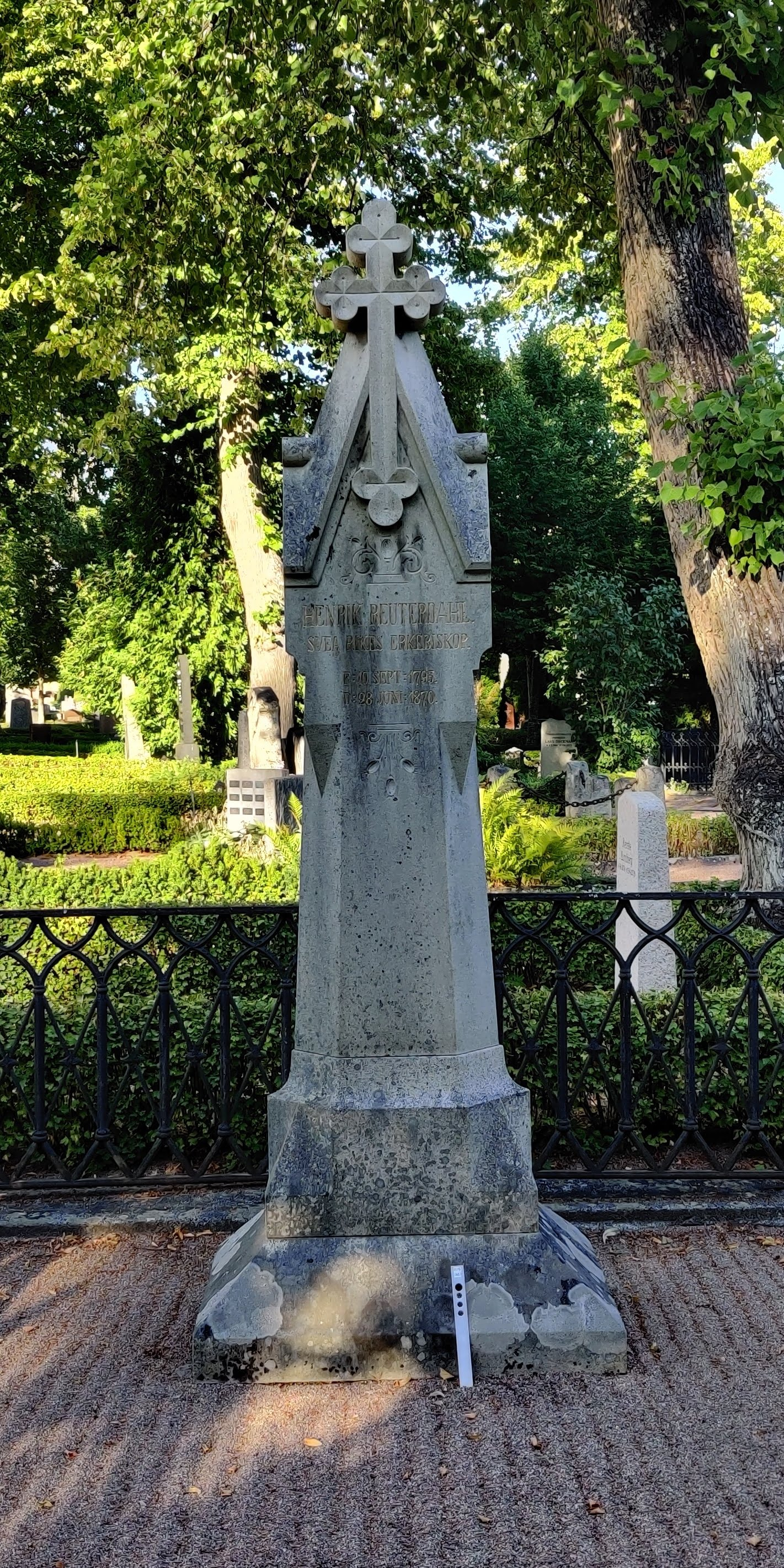
Gravvård på Uppsala gamla kyrkogård.

Henrik Reuterdahl, född den 11 september 1795 i Malmö, död den 28 juni 1870 i Uppsala, var en svensk kyrkoman och statsman. Han var ecklesiastikminister 1852–1855, biskop i Lunds stift 1855–1856, ärkebiskop från 1856, ledamot av Svenska Akademien 1852.

## Biografi
Henrik Reuterdahl var son och sonson till perukmakare och frisörer i Malmö. Fadern hette Bengt Fredrik Reuterdahl och modern Anna Christina Askerlund. Han miste sin far 1804 och 1808 sin mor. För sin uppfostran och sina studier blev han hänvisad till understöd från bättre bemedlade som varit faderns kundkrets. Han påbörjade sina skolstudier hos Malmö Lärdomsskola strax innan fadern avled i april 1804 och sedan fortsatte han som student 1811 till Lunds universitet. Hans akademiska studietid växlade mellan egna studier och undervisning av andra, bland annat i Göteborg och Uddevalla. Trots detta bedrev han sina studier, främst historia och filologi, med sådan framgång att han 1817 blev magister med högsta betyg och promoverad samma år, sedan han disputerat för Esaias Tegnér. Redan några månader därefter blev Reuterdahl, efter en ny disputation, anställd som docent vid det teologiska seminariet i Lund, där han anställdes av seminariets chef Martin Erik Ahlman. Det nära umgänget med denne teologiskt hängivne akademiker blev av stor betydelse för Reuterdahls teologiska uppfostran. De stod varandra mycket nära i den allmänna uppfattningen av teologins karaktär, värde och vetenskapliga frihet. Men i fråga om själva den teologiska grundåskådningen gick Reuterdahl andra vägar än Ahlman. I sina tidiga skrifter framträdde han som Schleiermachers förste mera betydande lärjunge i Sverige.
Reuterdahl tyckte sig stå i tacksamhetsskuld även till Erik Gustaf Geijer och tillmätte dennes skrift "Om sann och falsk upplysning" en stor betydelse för sin andliga utveckling. Reuterdahl tjänstgjorde som docent vid det teologiska seminariet till 1826 och därefter som seminarieprefekt. Under dessa år författade Reuterdahl en rad vetenskapliga avhandlingar i exegetik, kyrkohistoria och religionshistoria, de flesta på latin. År 1828, då Reuterdahl började utge Theologisk quartalskrift, betecknar en vändpunkt i Reuterdahls teologiska författarskap. De latinska akademiska avhandlingarna följdes av ett omfattande svenskt författarskap, som vände sig till en större allmänhet.
Som en programförklaring skrev Reuterdahl i tidskriftens första årgång: "Vad äntligen teologerna icke må uraktlåta är att låta sin verksamhet gå i bredd med tidens och vara kombinerad med den. Vad som i vetenskapernas stad, dit ju teologin också vill höra, står på isolerpallen, det står på likpallen."
Åren 1828–1832 och 1836–1840 var Reuterdahl och Johan Henrik Thomander tidskriftens redaktörer. Reuterdahl var eldsjälen, den flitigaste författaren och den, som mer än någon annan satte sin prägel på tidskriften. År 1833 blev Reuterdahl förste teologie adjunkt med Uppåkra som prebendepastorat. Samtidigt förordnades han till universitetsbibliotekarie, en syssla han skötte till 1844 med stor skicklighet och omsorg. Under denna tid undervisade Reuterdahl i ett flertal teologiska ämnen, men koncentrerade sitt författarskap på kyrkohistoria.
Bland hans arbeten under dessa år märkas, förutom de många avhandlingarna i Theologisk quartalskrift, hans stridsskrift Om det teologiska studium med särskilt hänseende till Sverige (1832), ett entusiastiskt försvar för teologins rättigheter och värde. Arbetet kan betraktas som en förstudie till hans encyklopediska huvudarbete, Inledning till teologin (1837). Här bygger Reuterdahl upp en rymlig och högrest byggnad för teologins olika discipliner. Boken avslutas med "metodologiska anmärkningar". Reuterdahl låter här och i en rad dogmatiska artiklar i Theologisk quartalskrift för första gången Schleiermacher få betydelse för den svenska teologin.
Några för Reuterdahl typiska ord från 1840 lyder "I tanken på Kristus som huvudperson för alla kristna har den, som skall arbeta på kristendomens upprätthållande, något att gripa uti, han har något fastare än s. k. idéer, men tillika något av idéer modificerbart; han har något mildare, mänskligare, mera eftergivande och kärleksfullt än en rigorös sekttro, men tillika något fast och under vindkasten orubbligt. Det är vår mening, att detta, att tron på Kristus, på en verklig och levande Kristus, skall bevaras inom det förnämsta och högsta. Dess bestånd är kristendomens bestånd, dess räddning är kristendomens. Genom dess försvinnande är kristendomen ohjälpligt försvunnen och kan varken kvarhållas i dystert omgärdade borgar eller på öppna filosofiska allmänningar."
Uttalandet åskådliggör såväl Reuterdahls positiva ståndpunkt som den karaktäristiska motsättningen mellan å ena sidan den sekteriska, metodistiska tankegången, och å andra sidan den spekulativa teologin.
År 1844 blev Reuterdahl ordinarie professor i dogmatik. Den ståndpunkt Reuterdahl intar är närmare besläktad med den av Schleiermacher påverkade förmedlingsteologin. Redan 1845 bytte han professuren i dogmatik mot professuren i kyrkohistoria och den därmed förenade domprostsysslan. Därmed företrädde han då den disciplin, som trots allt annat teologiskt arbete var föremålet för hans starkaste intresse. Svenska kyrkans historia (4 band, 1838–1866) är hans förnämsta vetenskapliga verk och måste sägas vara grundläggande för en metodisk bearbetning av Sveriges kyrkohistoria. När det sista bandet kom ut 1866 hade Reuterdahl hunnit från kyrkans första dagar till Gustav Vasas tid. Mera material var samlat, och Reuterdahl arbetade på verkets fortsättning till sin död. Han arbetade i nära samarbete med danska kollegor, däribland Janus Lauritz Andreas Kolderup-Rosenvinge, när han utgav en serie, Ansgarius eller begynnelsepunkten af christendomen i Sverige. Detta har framhållits som det första konsekvent vetenskapligt källkritiska historieverket i Sverige, men Reuterdahl blev också kritiserad av Tegnér för att ha sopat bort Oden ur historien och därmed förstört poesin i historien.
Redan som professor hade Reuterdahl deltagit i det politiska livet. Han valdes till riksdagsman 1844. Vid den sista ståndsriksdagen 1865/66 valdes han till talman i prästeståndet
År 1852 lade politiken helt beslag på honom, när han utnämndes till statsråd och chef för Ecklesiastikdepartementet. Som statsråd förde han en konservativ, återhållsam kyrkopolitik. Efter tre år lämnade han politiken för biskopsstolen i Lund. Men hans verksamhet där blev inte långvarig, eftersom han inom ett år utnämndes till ärkebiskop. Från ärkestiftet hade Reuterdahl fått jämförelsevis få röster, men hans allvar och helgjutenhet, enkla, flärdfria väsen och hans samvetsgranna, omsorgsfulla arbete gav honom snart stiftets förtroende.
Den största förändringen under Reuterdahls ämbetstid var när ståndsriksdagen avskaffades 1865. I stället tillkom kyrkomötet, som Reuterdahl var ordförande för 1868. Som ärkebiskop hävdade Reuterdahl fortsatt ett konservativt "högkyrkligt" program, om än med åren inte lika strängt som under statsrådstiden. Han kände sig emellertid fullt solidarisk med den "högkyrkliga" riktning, som hade sitt organ i Svensk kyrkotidning, och han skrev där flera osignerade artiklar med hänsyn till tidens kyrkliga frågor.
Bland de många utmärkelser som Reuterdahl fick kan nämnas ledamotskap av Kungliga Vetenskapsakademien år 1848, som nummer 495, samt av Svenska akademien. Där tog han 1852 inträde med tal över ärkebiskop Carl Fredrik af Wingård. Han var inspektor vid Kalmar nation vid Lunds universitet 1846–1852.
Reuterdahl, som förblev ogift, ligger begravd på Uppsala gamla kyrkogård.